# Spiel ohne Regeln
Spiel ohne Regeln ist ein US-amerikanischer Spielfilm aus dem Jahr 2005 über einen ehemaligen Footballspieler. Er ist eine Neuverfilmung des Films Die härteste Meile (The Longest Yard bzw. auch als Die Kampfmaschine bekannt) mit Burt Reynolds aus dem Jahr 1974 bzw. des Films Mean Machine – Die Kampfmaschine aus dem Jahr 2001. Produziert wurde er durch Columbia Pictures und Happy Madison Productions.

## Handlung
Ex-Footballstar Paul „Wrecking“ Crewe ist nach einer unbewiesenen Profispielmanipulation gesellschaftlich geächtet. Als er eines Tages mit dem Bentley seiner Freundin betrunken durch San Diego rast, wird er nach einer Verfolgungsjagd durch die Polizei zu drei Jahren Gefängnis in der texanischen Einöde verurteilt. Gefängnisdirektor Hazen, ein Footballfan, möchte Crewe als Berater des Teams der Gefängniswärter anwerben, was dieser aber auf Anraten von Captain Knauer ablehnt. Allerdings kann Crewe den Direktor von der Bildung eines Gefangenenteams überzeugen, das als Vorbereitungsgegner in einem Spiel gegen die Gefängniswärter herhalten soll, um das Wärterteam, das in der Gefängnisliga schon seit fünf Jahren keinen Titel gewonnen hat, auf das erste Ligaspiel der Saison vorzubereiten. So wird Crewe zum Trainer und Quarterback des Gefangenenteams.
Obwohl er von den Wärtern schikaniert wird, gelingt es Crewe, eine Mannschaft aufzubauen und zu trainieren. Unterstützung erhält er dabei durch den existenziell gescheiterten Ex-Footballspieler Nate Scarborough, der die Taktiken erarbeitet, und den Mitgefangenen Caretaker, der von außerhalb immer neue Ausrüstungsgegenstände beschafft. Dabei nutzt er die Bandbreite an Inhaftierten aus, indem er beispielsweise besonders aggressive Männer als Spieler anwirbt. Auch beschafft er sich Informationen über zurückliegende Verletzungen der Wärter, um diese gezielt attackieren zu können, und tauscht die Steroide eines der Wärter gegen Östrogen. Als wichtigste Motivation steht für die meisten Häftlinge dabei die Chance, sich an den Wärtern für ertragene Repressalien rächen zu können. Caretaker wird vor dem Spiel durch einen Sprengstoffanschlag in seiner Zelle getötet, die Häftlinge nehmen in einer emotialen Szene, die sie noch weiter als Team zusammenschweißt, von ihm Abschied. Im finalen Spiel, welches sogar im Fernsehen übertragen wird, stehen anfangs entsprechende Racheakte über dem Spielerfolg. Erst nach einer Ansprache durch Crewe spielen die Gefangenen überraschend gut und mit Chancen auf den Sieg. Ein parteiischer Schiedsrichter wird durch gezielte Angriffe mit dem Ball von einer fairen Wertung „überzeugt“. Damit das Wärter-Team nicht verliert, versucht der Gefängnisdirektor Crewe zu erpressen, indem er ihm den Mord an Caretaker anhängen will. Um einer drohenden Haftverlängerung zu entkommen, willigt Crewe zunächst auch ein und manipuliert den Spielverlauf durch vermeintliche Fehlpässe und eine vorgespielte Verletzung. Selbstzweifelnd und von seinen Spielern herausgefordert, bricht er jedoch seine Abmachung mit Hazen und führt sein Team zum Sieg. Von Crewes Kampfgeist beeindruckt, sichert der eigentlich brutale Captain Knauer, Quarterback des Wärterteams, Crewe seine wahrheitsgemäße Aussage beim folgenden Prozess zur Mordsache am Mithäftling Caretaker zu. Der Film endet ohne eine Aussage über das weitere Schicksal Crewes.

## Hintergrund
Die Produktionskosten wurden auf einen Betrag von rund 82 Millionen US-Dollar geschätzt. Bereits am Eröffnungswochenende spielte der Film in den USA mit 3.634 Kopien rund 47,6 Millionen US-Dollar ein, insgesamt erzielte er in den Vereinigten Staaten Einnahmen in Höhe von rund 158 Millionen US-Dollar. Weltweit wurden über 190 Millionen US-Dollar eingespielt. An den deutschen Kinokassen wurden über 162.000 Besucher gezählt.
Die Dreharbeiten begannen am 19. Juli 2004 und wurden ausschließlich in den USA durchgeführt. Zu den Drehorten zählen Los Angeles und Long Beach in Kalifornien sowie einige Drehorte in New Mexico. Das Footballspiel wurde im Murdock Stadium des El Camino College im kalifornischen Torrance gedreht. Die Gefängnisaufnahmen entstanden in den nicht genutzten Teilen des Penitentiary of New Mexico, das unter anderem auch Old Main genannt wird, in dem sich am 2. Februar 1980 die schlimmsten Ausschreitungen der US-amerikanischen Gefängnisgeschichte ereigneten. Seine Premiere feierte der Film am 19. Mai 2005 in Hollywood. In den deutschen Kinos war er erstmals am 22. September 2005 zu sehen.
Die Wrestler Kevin Nash, Goldberg, „Stone Cold“ Steve Austin, The Great Khali sowie die ehemaligen NFL-Stars Bill Romanowski, Brian Bosworth und Michael Irvin haben eine Rolle in diesem Film, darüber hinaus sind die US-Rapper Bizarre, Proof, Kon Artis, Kuniva, Swift von D12 und Nelly im Film zu sehen. Während des Basketballspiels im Gefängnishof sind fünf der sechs Mitglieder der Rapgruppe D12 zu sehen, einzig Eminem fehlt, auf den verwiesen wird, als Sandler im englischen Original als „Slim Shady“ und in der deutschen Synchronisation als „Eminem für Arme“ betitelt wird.
Burt Reynolds, der bereits im Original von 1974 zu sehen ist und dort ebenfalls die Rückennummer 22 trägt, übernimmt hier die Rolle des alten Footballstars Nate Scarborough, der in Robert Aldrichs Film von 1974 von Michael Conrad verkörpert wurde. Neben Reynolds ist Ed Lauter der einzige Darsteller, der bereits im Original von 1974 zu sehen ist.
Michael Irvin und Bill Romanowski erhielten mit den Trikotnummern 88 und 53 dieselben Rückennummern, die sie während ihrer aktiven Karriere als Footballspieler in der National Football League trugen. Brian Bosworth bekam die Trikotnummer 44, die er beim College Football trug. Brian Mann, der Quarterback des Arena-Football-League-Teams Los Angeles Avengers fungierte als Sandlers Stunt-Double.
Sowohl in Spiel ohne Regeln als auch im Original von 1974 ist in der Eröffnungsszene der Titel Saturday Night Special von Lynyrd Skynyrd zu hören.

## Synchronisation
| Rolle                 | Schauspieler      | Synchronsprecher     |
| --------------------- | ----------------- | -------------------- |
| Paul „Wrecking“ Crewe | Adam Sandler      | Dietmar Wunder       |
| Caretaker             | Chris Rock        | Oliver Rohrbeck      |
| Megget                | Nelly             | Nicola Devico Mamone |
| Nate Scarborough      | Burt Reynolds     | Norbert Langer       |
| Hazen                 | James Cromwell    | Lothar Blumhagen     |
| Battle                | Bill Goldberg     | Tilo Schmitz         |
| Cheeseburger Eddy     | Terry Crews       | Detlef Bierstedt     |
| Captain Knauer        | William Fichtner  | Udo Schenk           |
| Wärter Dunham         | Steve Austin      | Gerald Paradies      |
| Wärter Engleheart     | Kevin Nash        | Ingo Albrecht        |
| Brucie                | Nicholas Turturro | Michael Iwannek      |
| Switowski             | Bob Sapp          | Stefan Fredrich      |

## Kritik
Nach Meinung des Lexikon des internationalen Films handelt es sich bei Spiel ohne Regeln um „stromlinienförmige Unterhaltung, angereichert mit den gängigen Versatzstücken des Genres und einer Menge Klischees“.
Jürgen Armbruster aus der Redaktion von Filmstarts sah in dem Film „die offensichtlichste Bankrotterklärung, die Hollywood in den vergangenen Jahren zustande gebracht hat“. Dennoch lobte er „die Inszenierung des Matches“, für die Sportkoordinator Mark Ellis engagiert wurde, so dass das Ergebnis „entsprechend hochwertig“ ist und „auch Football-Muffel werden damit durchaus etwas anfangen können“. Er urteilte, entstanden sei „ein Werk, das zwar unter bestimmten Voraussetzungen immer noch unterhalten kann, aber zuweilen tierisch an den Nerven zehrt“, so dass der Film „das drittklassige Remake eines zweitklassigen Films mit einem erstklassigen Budget“ ist.
Thorsten Krüger von kino.de war voll des Lobes für Besetzung und Umsetzung. Seiner Meinung nach „krachen beim Showdown auf dem Spielfeld nicht nur die Knochen, sondern auch die Gags. Nachdem sich in 50 erste Dates und Die Wutprobe mit Regisseur Peter Segal und Hauptdarsteller Adam Sandler zwei ausgebuffte Talente für originelle Comedy gefunden hatten, vereinen beide nun erneut ihre geballte Witz-Power. Die liebenswerte Buddy-Comedy, eine Ode an alle Underdogs, ist ein Remake des gleichnamigen Films von 1974. Burt Reynolds, der damals die Hauptrolle spielte, kehrt hier als Coach zurück – das I-Tüpfelchen in der Spitzen-Besetzungsliste.“
TV Spielfilm empfahl den Film als „rasant, schräg, hoher Spaßfaktor“.